# Johan Eriksson (Schachspieler)
Johan Eriksson (* 30. Oktober 1973) ist ein schwedischer Schachspieler.

## Leben
Die schwedische Juniorenmeisterschaft U18 gewann er 1990 in Malmö, die schwedische Juniorenmeisterschaft U20 1992 in Borlänge. Zweiter wurde er im Juli 2001 beim Tage Sørensen Memorial im dänischen Holbæk. Im Oktober 2003 gewann er auf den Färöer-Inseln das 2. Internationale Turnier von Klaksvík (Kategorie 4), in Klaksvík gewann er erneut 2005.
Vereinsschach spielte er in der schwedischen Elitserien von 1998 bis 2000 und von 2003 bis 2005 für den Sollentuna SK, in der Saison 2000/01 und von 2006 bis 2012 für den Västerås SK, für den er seit 2014 erneut spielt. Mit Sollentuna wurde er in den Saisons 1998/99 und 1999/2000 schwedischer Mannschaftsmeister. Vereinsschach spielt er ebenfalls in Finnland. Seit 1995 trug er den Titel FIDE-Meister, seit Anfang der 2000er-Jahre ist er Internationaler Meister.
Seine Elo-Zahl beträgt 2383 (Stand: Januar 2024), seine bisher höchste Elo-Zahl war 2426 von April bis September 2002.